# Elektrisk flödestäthet
Inom fysiken är den elektriska flödestätheten (även kallad den elektriska förskjutningen eller elektriska förskjutningsfältet) ett vektorfält {\displaystyle \mathbf {D} } som förekommer bland annat i Maxwells ekvationer och används vid beräkningar av elektriska fält i materia. Fältet inkorporerar effekterna av bundna laddningstätheter i material. Bokstaven D är vald från engelskans "displacement" (förskjutning), eftersom fältet är relaterat till fenomenet förskjutningsström i ett dielektrikum. Enligt Gauss lag har den elektriska flödestätheten samma dimension som laddningstäthet med hänseende på yta. I Internationella måttenhetssystemet (SI) är enheten coulomb per kvadratmeter.

## Definition
Förskjutningen D definieras genom relationen
{\displaystyle \mathbf {D} =\varepsilon _{0}\ \mathbf {E} \ +\ \mathbf {P} }
där E är det elektriska fältet, {\displaystyle \varepsilon _{0}} är den elektriska konstanten och P är den elektriska polarisationen per volymenhet i det aktuella materialet.
När polarisationen är proportionell mot fältet, kan man definiera en elektrisk susceptibilitet χ så att
{\displaystyle \mathbf {D} =\varepsilon _{0}(1+\chi )\ \mathbf {E} =\varepsilon _{0}\varepsilon _{r}\mathbf {E} ,}
där {\displaystyle \varepsilon _{r}=1+\chi } är materialets permittivitetstal. I linjära isotropa material är detta en skalär, och i linjära anisotropa material är det en tensor av rang 2 (den går alltså att beskriva med en matris).